# 藤田匡
藤田 匡（ふじた ただす、1859年2月22日（安政6年1月20日） - 1940年（昭和15年）11月1日）は、日本初の盲人牧師。

## 生涯

### 幼少期
陸奥国藤崎（現・青森県南津軽郡藤崎町）に医師藤田立策の長男として生まれる。12歳の時津軽藩の命令で儒学者兼松成言の私塾で学ぶ。1871年（明治4年）、廃藩置県と私塾閉鎖のため勉学の機会を失った。翌年父が死去し、ついで母も死んだため祖母と弟との三人家族となったが、生活苦で離れ離れで暮らすこととなった。
父の友人佐藤勝三郎の家に居候し、マッサージをして働いた。14歳より眼病を患い、18歳で失明する。自暴自棄になって何度か自殺を企てた。津軽で政治運動が盛んになり、長谷川誠三と親しくなり、22歳の時彼の推薦で郡町村連合会議会の議員になった。

### キリスト教入信
本多庸一が自由民権運動の演説会に藤崎に来た際に出会い、本多のする話と祈りに感銘を受け、日曜ごとに弘前教会へ通うようになった。日曜礼拝後、本多のマッサージをしながら、キリスト教について納得がいくまで質問した。1882年（明治15年）25歳で本多より弘前教会で洗礼を受ける。
受洗後数年間、本多のように伝道者になることが一番自分に適しているのではないかという神からの召命を感じたが、困難が多いことを思うとたやすく踏み出すことはできなかった。この間に良き伴侶を見つけて結婚生活に入った。

### 伝道者として
弘前教会の牧師中田久吉より伝道者になることを勧められ、1886年よりメソジスト教会の講壇に立った。1887年（明治20年）、珍田捨己の後を継いで、黒石教会の牧師になった。1891年（明治24年）、東京で牧師按手礼を受け、五所川原で伝道することになった。
翌年もともと病身であった妻は2人の幼い娘を残して世を去った。五所川原ではキリスト教徒の葬儀は初めてのことで、寺は墓地に葬ることを拒否した。そのため警察沙汰にまでなったが、本多の親戚川越又八郎が奔走してくれ葬儀ができた。週に二日路傍伝道し、日曜学校を開き、12キロ離れた村にも伝道所を設けて通った。2年後五所川原に会堂を建設するところまで至った。また人から勧められて川越又八郎の長女テイと結ばれた。この結婚で匡は本多と親類になった。
1894年（明治27年）、再び黒石に戻って伝道することとなり、秋田雨雀、鳴海浦春といった進歩的で有能な青年たちが集まった。教勢は上がったが、1899年（明治32年）から故郷藤崎に赴任することとなった。キリスト教に対する偏見が強く路傍伝道すると罵られ、説教は妨害された。
1907年（明治40年）4月、日本最初の国際会議、万国青年会が開催され、日本側の責任者が本多だった。匡も上京してこの大会に出席し、J・B・モットーや救世軍創始者ウィリアム・ブースに会うことができた。
1910年（明治43年）、秋田の能代の開拓に行くようにされた。匡がいなくなった藤崎教会では、佐藤勝三郎と長谷川誠三とが対立し、長谷川と十数人の会員が他の教派に移り分裂したが、長谷川の息子三郎は匡を慕い時間があると能代を訪問した。この頃点字聖書ができたので、それを愛用し、毎朝正座して読んだ。
弘前、黒石、藤崎、五所川原、青森、能代、秋田の諸教会を牧会した。中田久吉の弟の中田重治（後の日本ホーリネス教会監督）が手伝いをした。

### 家族
先妻リユとの間に2女、後妻テイとの間に6男1女を儲けている。